# جوی (اکلاهما)
جوی (به انگلیسی: Joy) یک منطقهٔ مسکونی در ایالات متحده آمریکا است که در شهرستان مورای، اکلاهما واقع شده‌است.